# Straf
Straf er en tilstræbt ubehagelig konsekvens af overtrædelsen af visse regler (love, normer, moralopfattelser).
- Psykologi. Et psykologisk fænomen, hvor en adfærd er forbundet med ubehag (straf), hvilket medfører en læring af en nedsat tilbøjelighed til denne adfærd. Modsat belønning.

- Retsvidenskab. Straffe findes i retsystemet, hvor de fuldbyrdes af staten. I dansk ret er straf defineret i straffeloven § 31: "De almindelige straffe er fængsel og bøde".[1]

- Straffe findes også i en række andre sammenhænge. Eksempelvis i spil (fx i fodbold, hvor en spiller kan få "det røde kort") samt i opdragelse af børn (fx stuearrest eller smæk).

Som formål med at straffe fremhæver justitsministeriet især generalpræventive, afskrækkende effekter samt individualpræventive effekter.